# Poecilotettix pantherinus
Poecilotettix pantherinus är en insektsart som först beskrevs av Walker, F. 1870.  Poecilotettix pantherinus ingår i släktet Poecilotettix och familjen gräshoppor. Inga underarter finns listade i Catalogue of Life.